# Andy Summers
Andrew James Somers (Poulton-le-Fylde, Lancashire, Anglaterra, 31 de desembre de 1942), més conegut com a Andy Summers, músic i compositor anglès conegut internacionalment per ser el guitarrista del grup de música The Police.

## Biografia
Va néixer a Lancashire. Obsessionat amb la guitarra i el piano, va deixar els estudis aviat per a treballar en una botiga de música i actuar entre escenaris a "The Blue Note jazz club". Allí es va trobar amb Zoot Money, un teclista de la seva escola, qui va assentar amb Andy els principis de "Zoot Money's big roll band" el 1961. Començant a "The Flamingo" a Londres, durant 1963 la "Zoot Money's big roll band" va actuar en 10 concerts a la setmana a 400 lliures la peça.
A pesar que tenien un single d'èxit amb "Big Time Operator", la glòria els va eludir. Adoptant el nou nom de "Dantalio's Chariot" el 1967, van tenir un accident en el qual Andy va resultar ferit. Andy, va seguir el seu camí realitzant actuacions amb "Soft Machine" i "The New Animals", però no van tenir èxit, per iniciativa pròpia, Andy va prendre i va fer classes de guitarra clàssica i es va casar amb la cantant Robin Lane, a pesar de la seva penosa situació econòmica. Poc després, es van divorciar i Andy va caure en una gran depressió, rarament va abandonar el seu llit en període de diverses setmanes.
Retornant a Anglaterra el 1971, Andy es va recuperar per complet i va llogar les seves destreses musicals a altres músics, entre ells Neil Sedaka. A pesar de la important quantitat de diners que li oferia Kevin Ayers (anteriorment de "Soft Machine"), es va unir a "Strontium 90" de Mike Howlett, el concert que li va fer conèixer Sting i a Stewart Copeland, el 1977.

### The Police

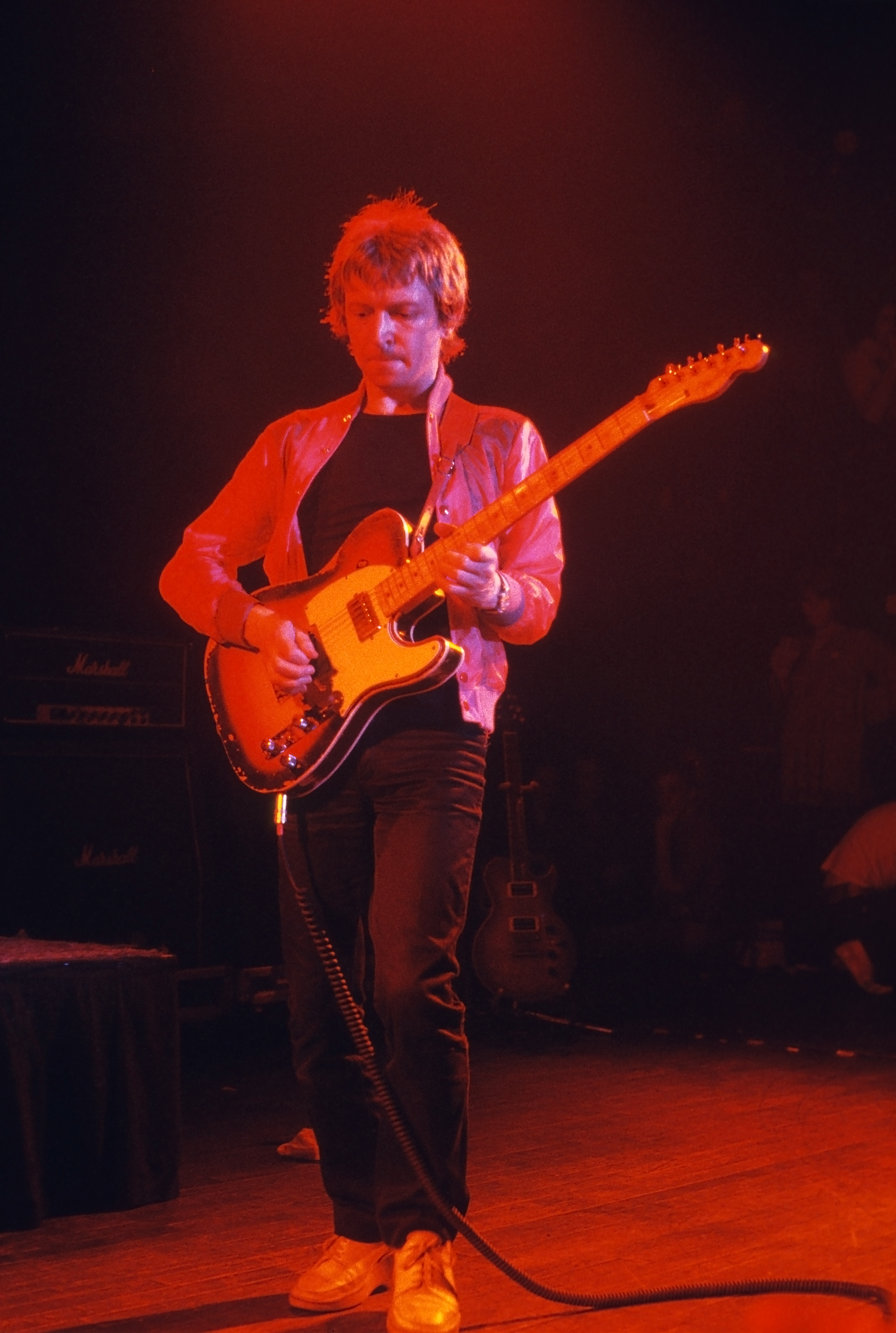
Estius el 1979

Summers va assolir fama internacional com a guitarrista de The Police, al qual es va unir el 1977, substituint finalment el guitarrista original Henry Padovani. Sorgint de l'escena punk de Londres, The Police va guanyar renom internacional amb moltes cançons d'èxit, com ara "Message in a Bottle", "Roxanne", "No estigueu tan a prop de mi", "Cada respiració que preneu" i "Cada petita cosa que fa és màgica". Durant el seu temps amb la banda, Summers va guanyar dues vegades un Premi Grammy a la millor interpretació instrumental de rock, primer el 1979 per "Reggatta de Blanc" (escrit amb Copeland i Sting) i el 1980 per "Behind My Camel".
Tot i que Sting era el cantant principal de la banda, Summers va contribuir ocasionalment a la veu principal, com a "Be My Girl/Sally" (1978), "Friends" (1980), "Mother" (1983) i "Someone to Talk To" (1983). Altres composicions notables de Summers d'aquest període són "Omegaman" (que s'hauria llançat com el senzill debut de l'àlbum de 1981 Ghost in the Machine) que Sting no tenia. va objectar), "Shambelle" (1981), "Once Upon a Daydream" i "Murder by Numbers", tots dos escrits conjuntament amb Sting (tots dos de 1983). A principis de 1984, després de set anys junts i de vendes rècord d'uns vuitanta milions, The Police es va dissoldre.
Summers va escriure el riff de guitarra de "Every Breath You Take", tot i que no se li va donar un crèdit de composició. Va ser gravat en una sola presa amb la seva Fender Stratocaster de 1961 durant les sessions de Synchronicity. La cançó va ser número u durant vuit setmanes. Sting va guanyar el premi Grammy de 1983 a la cançó de l'any, i The Police va guanyar la millor interpretació pop d'un duo o grup amb veu per aquesta cançó. Summers ofereix un relat de la sessió a les seves memòries, One Train Later.

Com a membre de The police, Summers va crear un so de guitarra característic, que es basava en gran manera en un efecte de cor. El 2017 va explicar com va sorgir el so:
| « | El vaig crear per necessitat; la meva missió era "Tocarem dues hores cada nit com a trio", així que volia tenir aquest so fantàstic de guitarra de colors que fos diferent per a cada cançó. Per tant, vaig fer servir l'Echoplex, després un cor i uns quants altres pedals... filtres d'envoltant. A mesura que anàvem avançant, vaig anar adquirint més coses i vaig aconseguir un tauler Pete Cornish. Però què el conduïa, va ser envair i empènyer el límit del que se suposava que havia de sonar la guitarra, i fer-la realment interessant durant un espectacle. Per tant, no era només un so directe tot el temps. El podia moure. I es va agrair. per molts milions de persones (riu). Per descomptat, ara està molt cansat i una mica "retro"; ja no m'agrada gaire. Però en aquells dies era nou, fresc i emocionant. | » |

### En solitari
La carrera en solitari de Summers ha inclòs la gravació, la gira, la composició per a pel·lícules (incloent-hi Down and Out in Beverly Hills i Weekend at Bernie's), i exposant la seva fotografia a galeries d'art al voltant. el món.
Va gravar els àlbums a duet I Advance Masked (1982) i Bewitched (1984) amb el guitarrista Robert Fripp de King Crimson, així com àlbums a duet amb Victor Biglione, John Etheridge i Benjamin Verdery. El seu àlbum de debut en solitari, XYZ, va ser llançat el 1987 i és l'únic àlbum no instrumental del seu catàleg en solitari. Tot i que incloïa material pop, com el senzill "Love is the Strangest Way", no va aconseguir impactar en les llistes. El 1987 Sting va convidar Summers a actuar en el seu segon àlbum ...Nothing Like the Sun, un favor que el cantant va tornar tocant el baix a Charming Snakes (1990) i més tard va contribuir amb la veu a "'Round Midnight" a l'àlbum tribut de Summers a Thelonious Monk, Green Chimneys, el 1999. A mitjans dels anys noranta Summers breument va tornar a un so més orientat al rock amb Synesthesia (1995) i The Last Dance of Mr X (1997) abans d'enregistrar una sèrie d'àlbums de jazz. També va participar en la formació d'Animal Logic. El 1992 va dirigir la banda de la casa (acreditada com a director musical) per The Dennis Miller Show.

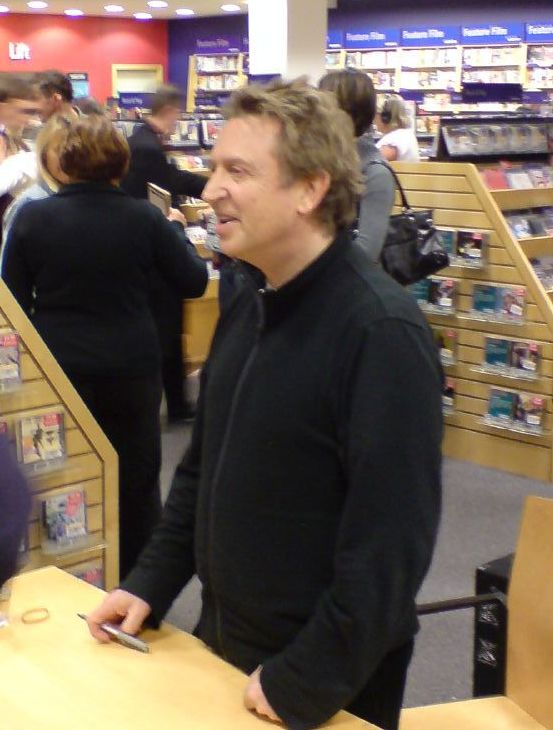
Estius el 2006

#### La reunió de The Police
Durant l'espectacle dels 2007 Grammy Awards, la policia va interpretar "Roxanne" i posteriorment va anunciar que anirien de gira. The Police Reunion Tour va començar a Vancouver, Canadà, el 28 de maig de 2007 i va continuar fins a l'agost de 2008, convertint-se en la tercera gira més taquillera de tots els temps.
Circa zero
L'agost de 2013, Summers va anunciar que havia format la banda Circa Zero amb Rob Giles de The Rescues. Originalment, la bateria Emmanuelle Caplette també era membre de la banda. El seu espectacle debut va ser el 25 de juliol de 2013 al El Rey Theatre de Los Angeles. L'àlbum debut de la banda, Circus Hero, es va publicar el 25 de març de 2014. Porta el títol d'un malapropisme del nom de la banda fet per un disc jockey de ràdio durant una entrevista de Summers.
Truqueu a The Police
El març de 2017, Summers va anunciar que havia format Call The Police, una banda tribut a la The Police, amb dos músics brasilers, Rodrigo Santos (Barão Vermelho) al baix i veu i Joao Barone (Os Paralamas do Sucesso) a la bateria.
Pèrdua de material
El 2019, The New York Times Magazine va enumerar Summers entre centenars de músics el material dels quals va ser destruït en l'incendi d'Universal de 2008.

## Premis i guardons
- Grammy Award, Best Rock Instrumental, "Reggatta de Blanc", 1979
- Grammy Award, Best Rock Instrumental, "Behind My Camel", 1980
- Rock and Roll Hall of Fame induction with The Police, 2003[11]
- Chevalier of the Ordre des Arts et des Lettres, with The Police, 2007[12]
- Honorary doctorate, Bournemouth University, 2008[13]
- Hall of Fame, Guitar Player magazine[2]
- Vota el guitarrista pop número u, cinc anys, Guitar Player magazine[2]
- Guiding Light Award, Progressive Music Awards, 2016[14]
- 85th guitarist of all time, Rolling Stone magazine[15]
- Premi a tota la vida, Gibson Guitar Awards, 2000[16]
- Premi a tota la vida, Roland and BOSS, 2017[17]
- One Train Later (2006) va ser votat llibre musical de l'any per Mojo i es va convertir en el documental del 2012 Can't Stand Losing You: Surviving The Police.[18] El documental es va publicar en DVD a Juliol 2015.[19]

## Vida personal

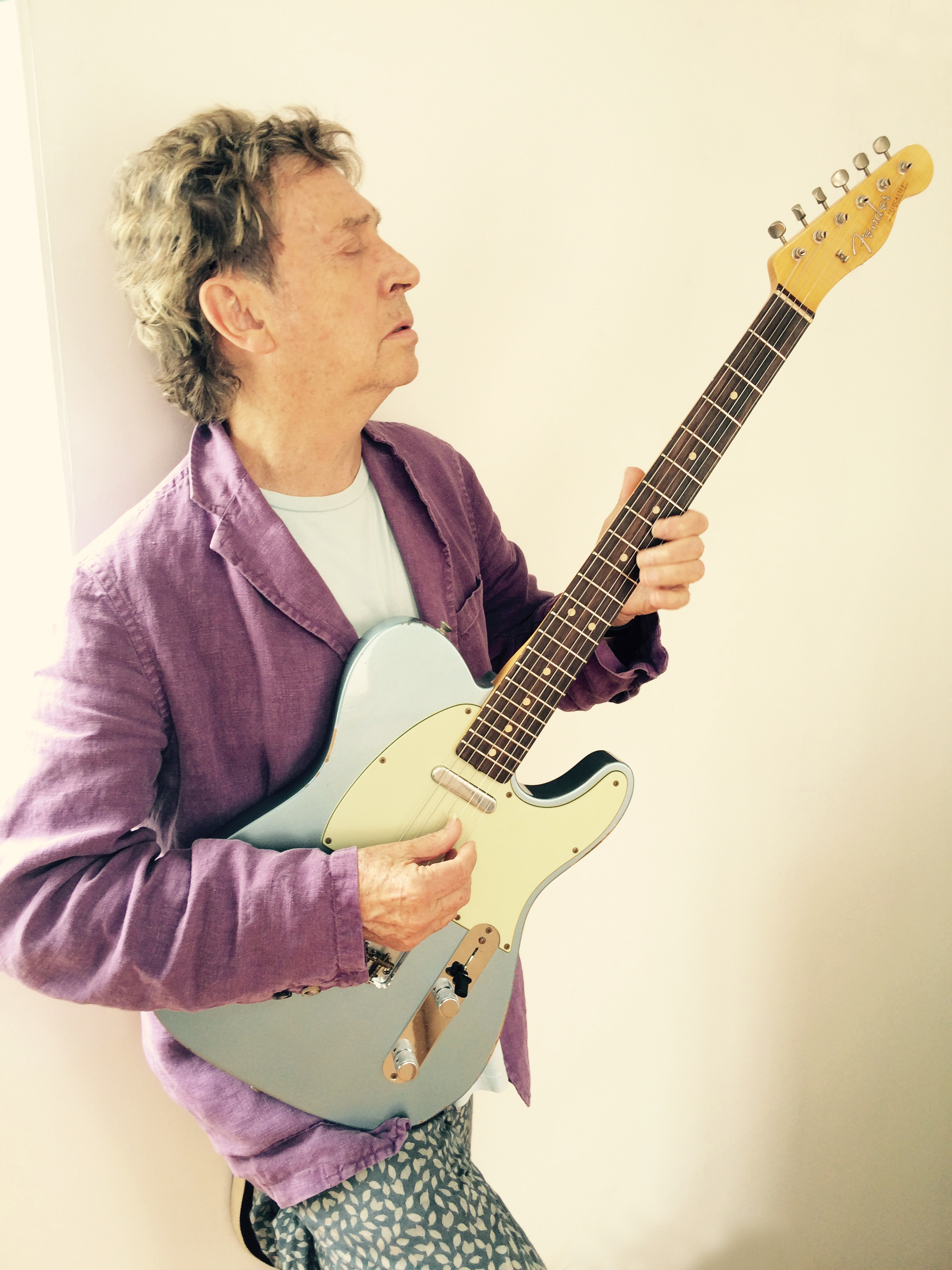
Andy Summers i la seva guitarra

Summers es va casar amb la cantant nord-americana Robin Lane entre 1969 i 1970. Es va casar amb la seva segona dona, Kate, el 1973 i van tenir una filla el 1978, Layla Zoe Summers. Tanmateix, els anys de Summers amb The Police passaran factura al seu matrimoni, i els van portar a divorciar-se el 1981, tot i que després es tornarien a casar el 1985. El 1987 van néixer els fills bessons de Kate i Andy, Maurice X i Anton Y. A partir del 2022, Summers resideix a Santa Mònica, Califòrnia, amb la seva dona i la seva família.

## Discografia

### Solo albums
- XYZ (MCA, 1987)
- Mysterious Barricades (Private Music, 1988)
- The Golden Wire (Private, 1989)
- Charming Snakes (Private, 1990)
- World Gone Strange (Private, 1991)
- Synaesthesia (CMP, 1995)
- The Last Dance of Mr. X (BMG/RCA Victor, 1997)
- A Windham Hill Retrospective (Windham Hill Records, 1998) (compilation)
- Green Chimneys: The Music of Thelonious Monk (BMG Classics/RCA Victor, 1999)
- Peggy's Blue Skylight (BMG Classics/RCA Victor, 2000)
- Earth + Sky (Golden Wire, 2003)
- The X Tracks (Golden Wire, 2004) (compilation)
- Metal Dog (Flickering Shadow, 2015)
- Triboluminescence (Flickering Shadow, 2017)
- Harmonics of the Night (Flickering Shadow, 2021)

### Col·laboracions
- I Advance Masked amb Robert Fripp (A&M, 1982)
- Bewitched with Robert Fripp (A&M, 1984)
- Invisible Threads amb John Etheridge (Mesa, 1993)
- Strings of Desire amb Victor Biglione (R.A.R.E., 1998)
- Splendid Brazil amb Victor Biglione (R.A.R.E., 2005)
- First You Build a Cloud with Ben Verdery (R.A.R.E., 2007)
- Fundamental amb Fernanda Takai (2012)
- Circus Hero amb Rob Giles as Circa Zero (429 Records, 2014)

### Film soundtracks
- The Wild Life (MCA, 1984)
- 2010 (A&M, 1984) (contributor)
- Band of the Hand (1985)
- Down and Out in Beverly Hills (MCA, 1986)
- Weekend at Bernie's (Arista, 1989)
- The Craft (Columbia, 1996)

### Singles
- "Parade"/"Train" amb Robert Fripp (1984)
- "2010"/"To Hal and Back" (1984)
- "Love is the Strangest Way"/"Nowhere" (1987)

### Com a membre de grups
Amb The Police
- Outlandos d'Amour (1978)
- Reggatta de Blanc (1979)
- Zenyatta Mondatta (1980)
- Ghost in the Machine (1981)
- Brimstone and Treacle (1982)
- Synchronicity (1983)
- Every Breath You Take: The Singles (1986)
- Message in a Box: The Complete Recordings (1993)
- Live! (1995)
- The Police (2007)
- Certifiable: Live in Buenos Aires (2008)
- Every Move You Make: The Studio Recordings (2019)

Amb Eric Burdon and the Animals
- Love Is (1968)

Amb Kevin Ayers
- First Show in the Appearance Business (1996)
- Too Old to Die Young (1998)
- Yes We Have No Mananas, So Get Your Mananas Today (EMI/Harvest, 2009)

Amb Kevin Coyne
- Matching Head and Feet (Virgin, 1975)
- Heartburn (Virgin, 1976)
- In Living Black and White (Virgin, 1976)
- Sign of the Times (Virgin, 1994)
- On Air (Tradition & Moderne, 2008)

Amb Dantalian's Chariot
- Chariot Rising (Wooden Hill, 1996)

Amb Eberhard Schoener
- The Book (Ariola 1977)
- Trance-Formation (Harvest/EMI Electrola 1977)
- Video-Flashback (Harvest, 1979)
- Video Magic (Harvest, 1978)

Amb Strontium 90
- Police Academy (Pangaea, 1997)

Amb Zoot Money's Big Roll Band
- It Should Have Been Me (1965)
- Zoot! (Columbia, 1966)
- Transition (1968)
- Were You There? (Indigo, 1999)
- Fully Clothed & Naked (Indigo, 2000)

### Com a convidat
- Joan Armatrading, Back to the Night (A&M, 1975)
- Manuel Barrueco, Nylon & Steel (Angel, 2001)
- David Bedford, The Odyssey (Virgin, 1976)
- Gregg Bissonette, Gregg Bissonette (Mascot, 1998)
- Toni Childs, House of Hope (A&M, 1991)
- Deeyah Khan, Ataraxis (Heilo, 2007)
- Jo Jo Laine, Dancin' Man (Polydor, 1980)
- Jon Lord, Sarabande, (Purple, 1976)
- Juicy Lucy, Blue Thunder (Outer Music, 1996)
- Roberto Menescal, Bossa Nova Meets the Beatles (Deck/Jingle Bells 2017)
- Anthony Moore, Out (Virgin, 1976)
- Paolo Rustichelli, Capri/Mystic Jazz (Verve Forecast, 1991)
- Neil Sedaka, Live at the Royal Festival Hall (Polydor, 1974)
- Michael Shrieve, Stiletto (Novus/RCA/BMG, 1989)
- Carly Simon, Hello Big Man (Warner Bros., 1983)
- Sting, ...Nothing Like the Sun (A&M, 1987)
- Andrew York, Centerpeace (2010)[22]